# Gastrodia crispa
Gastrodia crispa är en orkidéart som beskrevs av Johannes Jacobus Smith. Gastrodia crispa ingår i släktet Gastrodia och familjen orkidéer. Inga underarter finns listade i Catalogue of Life.